# عبيد راشد
عبيد راشد الشهياري (مواليد 1 مايو 1997) لاعب كرة قدم إماراتي يجيد اللعب في الهجوم.
لعب سابقاً في نادي دبا الفجيرة ونادي مسافي ونادي الذيد.

## روابط خارجية
- عبيد راشد على موقع قاعدة بيانات كرة القدم.إي يو (الإنجليزية)
- عبيد راشد على موقع Soccerway.com (الإنجليزية)
- عبيد راشد على موقع كووورة